# Phytomyza ovalis
Phytomyza ovalis este o specie de muște din genul Phytomyza, familia Agromyzidae, descrisă de Griffiths în anul 1975. Conform Catalogue of Life specia Phytomyza ovalis nu are subspecii cunoscute.